# Jeffrey Williams
Jeffrey Nels Williams (Superior, Wisconsin, 1958. január 18. –) amerikai űrhajós.
1996-ban kezdte meg az űrhajóskiképzést. 2000 májusában az STS–101 küldetés során az Atlantis űrrepülőgép fedélzeti mérnökeként részt vett a Nemzetközi Űrállomásra történő utánpótlás-szállításban, melynek során közel hétórás űrsétát tett. Az űrállomásra a 2006. március 29-én induló Szojuz TMA–8 fedélzetén jutott vissza Pavel Vinogradov mellett a 13. alaplegénységének fedélzeti mérnökeként. Az űrállomáson karbantartási és kutatási feladatokat látott el, miközben két űrsétán is részt vett. A Szojuz TMA–16 űrhajóval 2009. szeptember 30-a és 2010. március 18-a között ismét közel fél évet a Nemzetközi Űrállomás (ISS) fedélzetén töltött, mint a 21. alaplegénységének fedélzeti mérnöke és a 22. alaplegénységének parancsnoka. 2016. március 16-án a Szojuz TMA–20M űrhajóval ismét a Nemzetközi Űrállomás (ISS) fedélzetére érkezett és ott dolgozott, mint a 47. alaplegénységének fedélzeti mérnöke és a 48. alaplegénységének parancsnoka. Williams az az amerikai űrhajós, aki összesítésben a leghosszabb időt (534 napot) töltötte a Föld körül. Ezzel Scott Kelly (520 nap) elsőségét vette el.

## Repülések
- STS–101, a Atlantis űrrepülőgép 21. repülésének küldetésfelelőse. Harmadik alkalommal kötöttek ki a ISS fedélzetén. Több mint 3000 kilogramm berendezések és kellékeket szállítva. A robotkar kezelésével járult hozzá az eredményes küldetéshez. Első űrszolgálata alatt összesen 9 napot, 20 órát és 10 percet (236 óra) töltött a világűrben. 6 600 000 kilométert (4 100 000 mérföldet) repült, 155 alkalommal kerülte meg a Földet.
- Szojuz TMA–8 űrhajóval 2006. március 30-a és szeptember 28-a között fél évet töltött a Nemzetközi Űrállomáson (ISS), mint a 13. alaplegénységének fedélzeti mérnöke. Összesen 2800-szor kerülte meg a Földet és 182 napot, 22 órát, 42 percet és 59 másodpercet töltött a világűrben.
- Szojuz TMA–16 űrhajóval 2009. szeptember 30-a és 2010. március 18-a között ismét közel fél évet a Nemzetközi Űrállomás (ISS) fedélzetén töltött, mint a 21. alaplegénységének fedélzeti mérnöke és a 22. alaplegénységének parancsnoka.
- Szojuz TMA–20M űrhajóval 2016. március 16-a és 2016. szeptember 7-e között ismét a Nemzetközi Űrállomáson (ISS) dolgozott, mint a 47. alaplegénységének fedélzeti mérnöke és a 48. alaplegénységének parancsnoka.

## Adatok
- Összes világűrben töltött idő: jelenleg is az űrben
- Összes űrséta: 3
- Összes űrsétával töltött idő: 19 óra 9 perc